# Curciu, Bolgrad
Curciu (în bulgară Курчий, transliterat: Kurci, în găgăuză Kurçu, în rusă Виноградовка, transliterat: Vinogradovka, în ucraineană Виноградівка, transliterat: Vînohradivka) este un sat în comuna Bolgrad din raionul Bolgrad, regiunea Odesa, Ucraina. Are 3,923 locuitori, preponderent găgăuzi.
Satul este situat la o altitudine de 57 metri, pe malul vestic al Lacului Ialpug, în partea de vest a raionului Bolgrad. El se află la o distanță de 7 km vest de centrul raional Bolgrad. Prin această localitate trece drumul național Bolgrad-Ismail. În apropierea acestei localități are loc vărsarea râului Ialpug în Lacul Ialpug.
Până în anul 1944 satul a purtat denumirea oficială de Curciu (în ucraineană Курчий), în acel an el fiind redenumit Vinohradîvka. În această localitate se află punctul internațional de trecere auto a frontierei Curciu - Vulcănești (dintre Ucraina și Republica Moldova).

## Istoric
În secolul al XVII-lea, pe teritoriul actualului sat s-a aflat o tabără a tătarilor nogai cu denumirea de Çükür (Kurci), ceea ce se traduce prin "grinzi suprapuse".
Pentru a-și consolida stăpânirea asupra Basarabiei, încă de la începuturile ocupației militare a acestui teritoriu în timpul războiului ruso-turc din 1806-1812, autoritățile țariste ruse au sprijinit stabilirea în sudul Basarabiei a familiilor de imigranți bulgari din sudul Dunării, aceștia primind terenuri. Satul Curciu a fost fondat în anul 1811 de către coloniștii găgăuzi ce proveneau în principal din satul găgăuz Ghiaur-Suiutciuk (astăzi Balgarevo, obștina Cavarna, regiunea Dobrici din nord-estul Bulgariei).
Prin Tratatul de pace de la București, semnat pe 16/28 mai 1812, între Imperiul Rus și Imperiul Otoman, la încheierea războiului ruso-turc din 1806 – 1812, Rusia a ocupat teritoriul de est al Moldovei dintre Prut și Nistru, pe care l-a alăturat Ținutului Hotin și Basarabiei/Bugeacului luate de la turci, denumind ansamblul Basarabia (în 1813) și transformându-l într-o gubernie împărțită în zece ținuturi (Hotin, Soroca, Bălți, Orhei, Lăpușna, Tighina, Cahul, Bolgrad, Chilia și Cetatea Albă, capitala guberniei fiind stabilită la Chișinău).
La începutul secolului al XIX-lea, conform recensământului efectuat de către autoritățile țariste în anul 1817, satul Curci făcea parte din Ocolul Cahulului a Ținutului Ismail . În 1847, populația satului era de 122 de familii cu 973 de oameni.
În urma Tratatului de la Paris din 1856, care încheia Războiul Crimeii (1853-1856), Rusia a retrocedat Moldovei o fâșie de pământ din sud-vestul Basarabiei (cunoscută sub denumirea de Cahul, Bolgrad și Ismail). În urma acestei pierderi teritoriale, Rusia nu a mai avut acces la gurile Dunării. În urma Unirii Moldovei cu Țara Românească din 1859, acest teritoriu a intrat în componența noului stat România (numit până în 1866 "Principatele Unite ale Valahiei și Moldovei").
În urma Tratatului de pace de la Berlin din 1878, România a fost constrânsă să cedeze Rusiei acest teritoriu. Până la sfârșitul secolului al XIX-lea, satul a devenit una dintre cele mai mari colonii din Basarabia, cu o populație de 1.300 de persoane. În ianuarie 1918, activiștii bolșevici au preluat conducerea în sat. Intervenția armatei române a dus la înăbușirea rebeliunii bolșevice.
După Unirea Basarabiei cu România la 27 martie 1918, satul Împuțita a făcut parte din componența României, în Plasa Bolgrad a județului Ismail. Pe atunci, majoritatea populației era formată din găgăuzi, existând și comunități mici de bulgari și de români. La recensământul din 1930, s-a constatat că din cei 3.329 locuitori din sat, 2.813 erau găgăuzi (84.50%), 434 bulgari (13.04%), 60 români (1.80%) și 5 ruși. La 1 ianuarie 1940, din cei 4.034 locuitori ai satului, 3.814 erau găgăuzi (94.55%), 200 bulgari (4.96%) și 20 români (0.49%).
În perioada interbelică, județul Ismail a fost împărțit în 3 regiuni agricole, cu reședința în Caracurt, Ceamașir și Curciu. Satul s-a aflat în aria de interes a activiștilor bolșevici din URSS care au desfășurat aici o activitate de propagandă comunistă. 7 locuitori ai satului au participat la Răscoala de la Tatarbunar din 1924, organizată de bolșevicii din URSS. Aceștia au fost arestați de poliție.
Ca urmare a Pactului Ribbentrop-Molotov (1939), Basarabia, Bucovina de Nord și Ținutul Herța au fost anexate de către URSS la 28 iunie 1940. După ce Basarabia a fost ocupată de sovietici, Stalin a dezmembrat-o în trei părți. Astfel, la 2 august 1940, a fost înființată RSS Moldovenească, iar părțile de sud (județele românești Cetatea Albă și Ismail) și de nord (județul Hotin) ale Basarabiei, precum și nordul Bucovinei și Ținutul Herța au fost alipite RSS Ucrainene. La 7 august 1940, a fost creată regiunea Ismail, formată din teritoriile aflate în sudul Basarabiei și care au fost alipite RSS Ucrainene .
În perioada 1941-1944, toate teritoriile anexate anterior de URSS au reintrat în componența României. Apoi, cele trei teritorii au fost reocupate de către URSS în anul 1944 și integrate în componența RSS Ucrainene, conform organizării teritoriale făcute de Stalin după anexarea din 1940, când Basarabia a fost ruptă în trei părți.
În anul 1944, autoritățile sovietice au schimbat denumirea oficială a satului din cea de Curciu în cea de Vinohradîvka, acest nume fiind asociat cu abundența podgoriilor din localitate. În anul 1954, Regiunea Ismail a fost desființată, iar localitățile componente au fost incluse în Regiunea Odesa.
Începând din anul 1991, satul Curciu face parte din raionul Bolgrad al regiunii Odesa din cadrul Ucrainei independente. În prezent, satul are 3.923 locuitori, preponderent găgăuzi. În localitate trăiesc și etnici bulgari, moldoveni, ucraineni și ruși.

## Economie
Locuitorii satului Curciu se ocupă în principal cu agricultura. Se cultivă cereale, zarzavaturi și viță de vie. Ferma din sat se ocupă și cu producția de lapte.
La 27 noiembrie 1946, a fost înființat colhozul "8 Martie". În octombrie 1947, a fost organizat un alt colhoz cu numele de Budenîi. În ianuarie 1948, s-a înființat un al treilea colhoz cu denumirea "30 de ani de administrație sovietică în Ucraina". La 13 octombrie 1954, toate cele trei colhozuri au fost unite într-unul singur.
În întreprinderile agricole din sat lucrează 249 de persoane. În prezent, în sat există două întreprinderi agricole private și una de stat. Zece ferme sunt de stat și doar două se află în proprietate privată. Întreprinderile agricole activează în domeniile viticulturii, legumiculturii și pomilor fructiferi. Fermele agricole cultivă grâu, porumb, floarea-soarelui etc.

## Cultura
În Curciu funcționează o școală generală de grad III, o grădiniță, un cămin cultural, 3 biblioteci, 2 stadioane, 2 mori, 2 brutării, o farmacie, un dispensar, o biserică și un muzeu.
La căminul cultural își desfășoară activitatea mai multe grupuri artistice: muzică populară, dansuri populare, cor, orchestră, teatru. În sat au avut loc concerte și festivaluri. În 1995, a avut loc un mare festival - Festivalul Internațional de ansambluri folclorice.

## Demografie
Componența lingvistică a comunei Curciu
     Rusă (7,34%)
     Bulgară (3,31%)
     Ucraineană (1,66%)
     Găgăuză (86,21%)
     Alte limbi (0,92%)
Conform recensământului din 2001, majoritatea populației comunei Curciu era vorbitoare de găgăuză (86,21%), existând în minoritate și vorbitori de rusă (7,34%), bulgară (3,31%) și ucraineană (1,66%).
1930: 3.329 (recensământ) 
1940: 4.034 (estimare)
2001: 3.923 (recensământ)

## Obiective turistice
- Monumentul lui V.I. Lenin
- Memorialul prizonierilor de război sovietici care au fost împușcați de către fasciști în 1944

## Personalități
- Stepan Bulgar (n. 1953) - istoric, scriitor, jurnalist și activist politic